# Tatra T6C5
Tatra T6C5 je tip češkog tramvaja proizveden u ČKD Tatri od kojeg je napravljen samo jedan prototip.

## Konstrukcija
Rješenje konstrukcije dolazi od tipa Tatra T6A5 koji je jednosmjeran, a tramvaj T6C5 je dvosmjerni, što znači da ima vrata na obje strane i vozačke kabine na svakom kraju vozila. To je četveroosovinski motorni tramvaj s dvoma dvokrilnima vratima na obje strane. Tramvaj je opremljen s motorima sa snagom 187,6 kW. Tramvaj ima električnu tranzistorsku opremu TV4. Stolice su plastične s tekstilom. Vozačka kabina je potpuno zatvorena od putničkog prostora.

## Prototip
Tramvaj (bez registracijskog broja) proizveden je 1998. godine. Nakon kratkih probnih vožnji u Pragu, prototip je prevezen u New Orleans (neobična širina kolosijeka - 1587,5 mm), gdje je isprobavan od 1999. godine. Kupac je bio zadovoljan tramvajem, ali nakon što je saznao za ekonomske poteškoće ČKD-a, izgubio je interes. 2001. godine je prototip vraćen proizvođaču.
Zainteresiran za tramvaje je bio prijevoznik Strausberga u Njemačkoj. Tramvaji Tatra KT8D5, koji su u to vrijeme normalno radili u Strausbergu, bili preveliki za noćni promet, pa je tvrtka kupila tramvaj T6C5. Tramvaj dobio garažni broj 30 i u osobnom prometu se pojavio u travnju 2003.